# Nevo A06
Nevo A06 – hybrydowy samochód osobowy klasy kompaktowej wyprodukowany pod chińską marką Nevo w 2023 roku.

## Historia i opis modelu

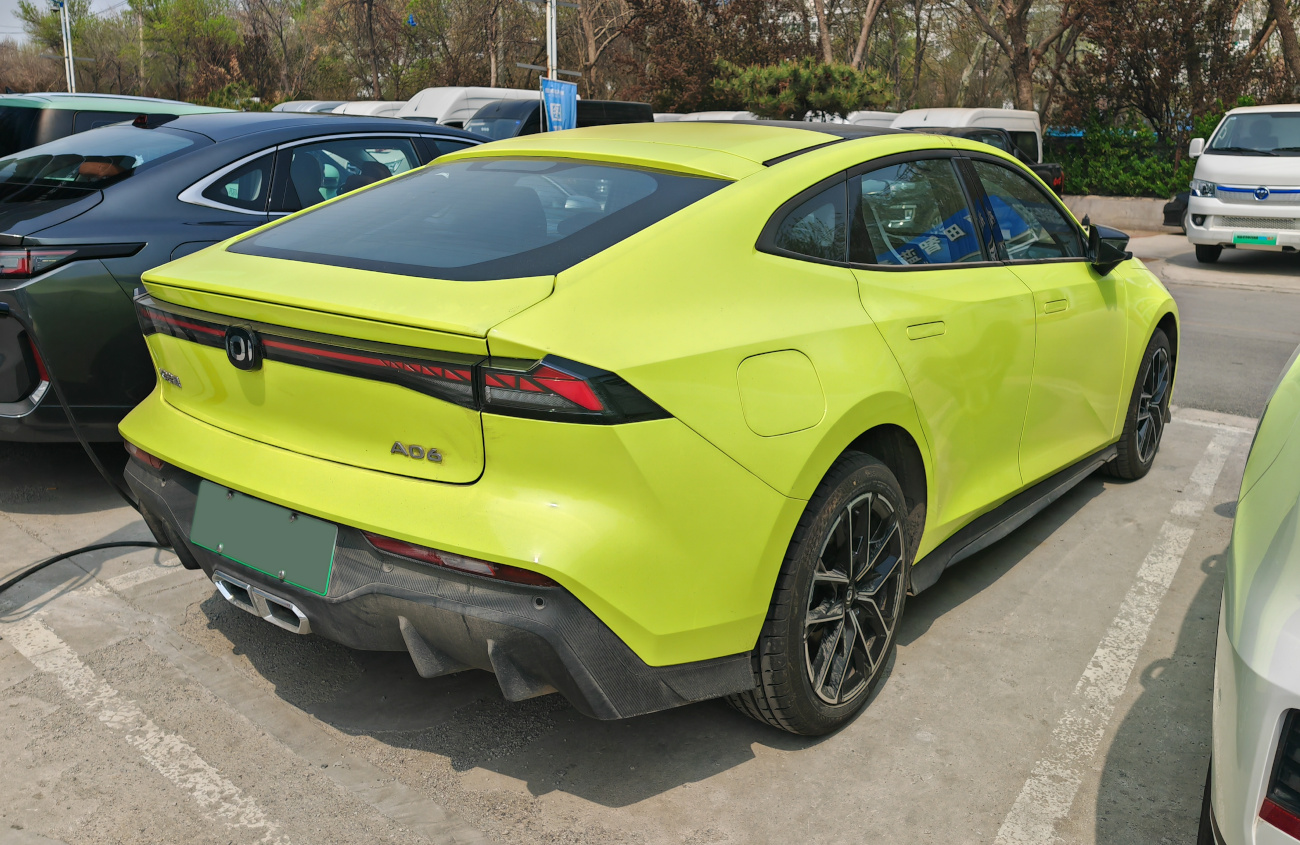
Nevo A06 - tył

W październiku 2023 przystąpiono do intensywnej rozbudowy gamy modelowej nowo powstałej marki Nevo, uzupełniając ją hybrydowymi bliźniaczymi wariantami istniejących już produktów macierzystego Changana. W rezultacie, Nevo A06 powstał jako odpowiednik przedstawionego przed 2 laty Changana UNI-V, zachowując wobec niego minimalne różnice wizualne. Zmianie uległ wyłącznie pas przedni, gdzie inaczej zaprojektowano wlot powietrza o strukturze plastra miodu płynnie przechodzącego w strukturę nadwozia.
Zmian nie wdrożono z kolei w stylizacji pozostałych elementów nadwozia, które zachowało łagodnie opadającą linię nadwozia w stylu 5-drzwiowego liftbacka, a także charakterystyczny dyfuzor wraz z podwójną końcówką wydechów. Kabina pasażerska zyskała koło kierownicy z innym logo, poza tym pozostając przy awangardowym projekcie łączącym spłaszczone koło kierownicy, wysunięte ponad nią zegary i centralny ekran systemu multimedialnego.

### Sprzedaż
Nevo A06 miał być samochodem opracowanym wyłącznie na potrzeby wewnętrznego rynku chińskiego i dynamicznie rozwijającego się tam wówczas rynku samochodów hybrydowych typu PHEV. Sprzedaż miała się tuż po premierze, w październiku 2023, jednak ostatecznie producent zdecydował się zarzucić projekt i wprowadzić Nevo A06 do sprzedaży jako hybrydowa odmiana macierzystego UNI-V.

### Dane techniczne
Podobnie jak większy A05, Nevo A06 jest samochodem hybrydowym z napędem typu plug-in. Łączy on silnik benzynowy o pojemności 1,5 litra, który razem z jednostką elektryczną rozwija moc 215 KM. Do wyboru są dwa zestawy baterii, które można doładować i poruszać się w trybie czysto elektrycznym: 9,07 kWh lub 19 kWh. Zasięg topowej na jednym ładowaniu to ok. 136 kilometrów, a w cyklu mieszanym samochód może pokonać 1160 kilometrów według deklaracji producenta.